# 阮久逸
阮久逸（越南语：／；？—1775年），又名阮久猷（越南语：／），越南阮主政權官員。

## 生平
阮久逸是阮久法第三子，碩郡公阮久策之弟。他為人有勇有謀，初授左捷隊長。景興三十四年（1773年）冬，西山阮文岳、阮文惠兄弟攻略廣南。阮久逸跟隨統兵輝討伐西山軍，結果阮主軍隊大敗，只剩阮久逸率領一支小隊與西山軍對戰。夜間，阮久逸在樹林中多點火把，故布疑兵，自己則率兵衝殺。西山軍以為阮主軍隊援兵到了，於是連夜撤退。阮久逸順利收復美市庫。阮久逸憑藉此戰升授左軍大都督，封猷郡公。
阮主令阮久逸進討西山軍。阮久逸每次作戰都滿面紅光，騎著大象衝鋒陷陣，所向披靡。時人稱之為“關雲長出世”。有天，阮久逸與西山兵對峙。西山兵佔據山頭，阮久逸在山腳埋下伏兵，然後列陣，恥笑西山兵，引西山兵下山來攻。等到西山軍下山作戰，阮久逸佯裝敗退，使大象陷入泥潭中。西山兵見狀傾巢出動，前來追趕阮久逸。阮久逸連跨七頭大象，躍上平地，而伏兵盡出，殺敗西山軍。
景興三十六年（1775年）春，阮主阮福淳逃到廣南架津，召阮久逸前往護駕。阮久逸和諸將商議，認為南有西山兵，北有鄭兵，而廣南兵少糧寡，不能抗衡。所以請阮福淳南逃嘉定府，再徐圖恢復國土。二月十二日，阮福淳乘船逃亡嘉定，命令阮久逸乘坐其他船隻扈從。十八日，阮久逸的座船遇到大風傾覆，阮久逸因此去世。
嘉隆九年（1910年），阮文誠上疏，認為阮久逸之死屬於國事，並且阮久逸立有戰功，請照功臣例祭祀，以旌其忠。經過廷議，朝廷賜阮久逸列祀忠節功臣廟。明命五年（1824年），阮久逸後代上疏自陳祖先從阮久喬至阮久逸世代忠勳，請求增加恩典。朝廷因此加贈阮久逸太保銜，諡忠愍，給兩名墓夫。明命二十一年（1840年），追贈竭節功臣、特進、壯武將軍、左軍都統府掌府事、太保，仍諡忠愍，封升華郡公（越南语：／），從祀太祖廟。紹治元年（1841年），避佐天仁皇后胡氏華諱，改封升平郡公（越南语：／）。

## 子女
阮久逸有二子。阮久猫和阮久順都早卒，孫阮久卿為次隊長，堅守祀事。